# Mighty Mouse (Apple)

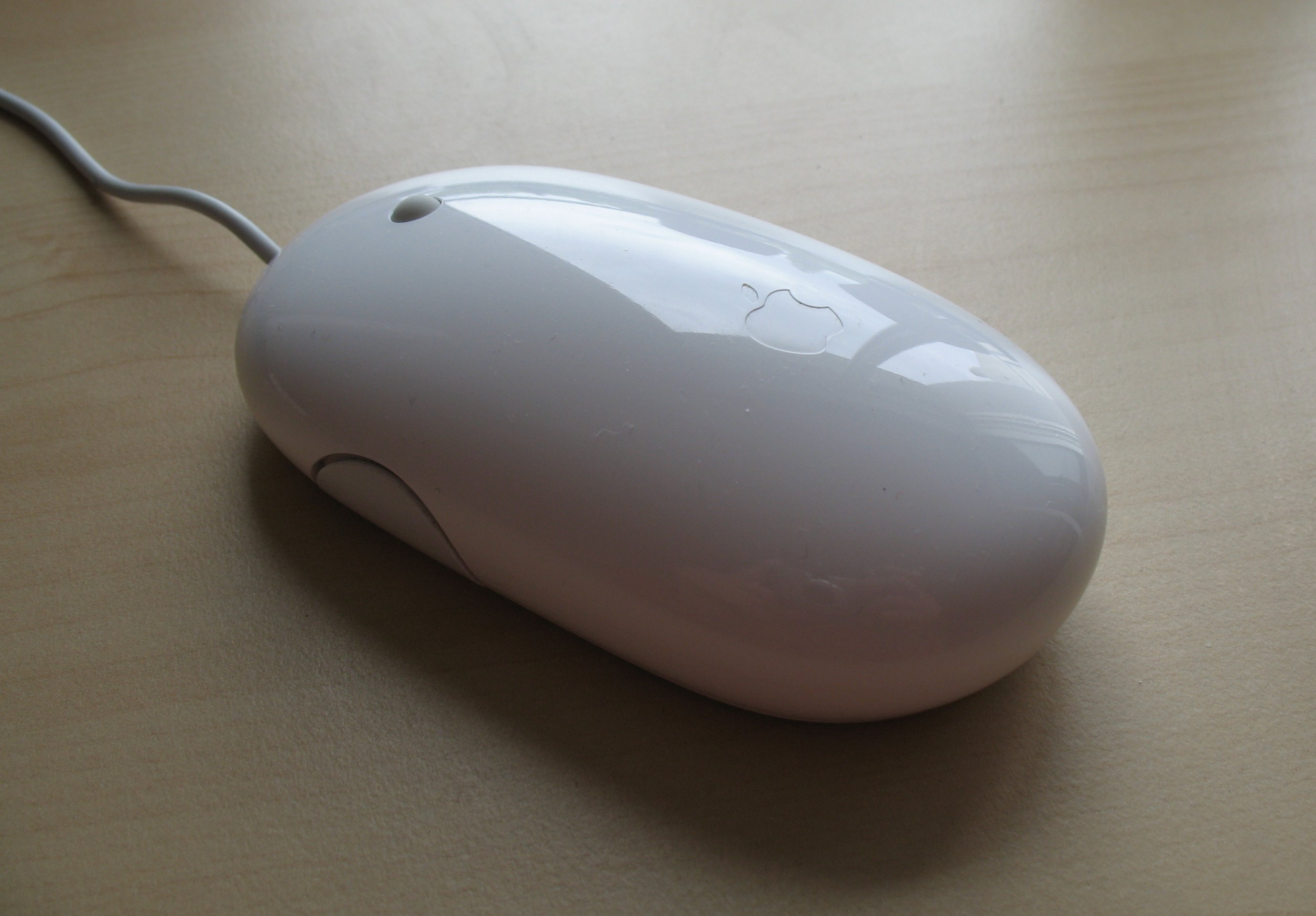
Mighty Mouse filaire

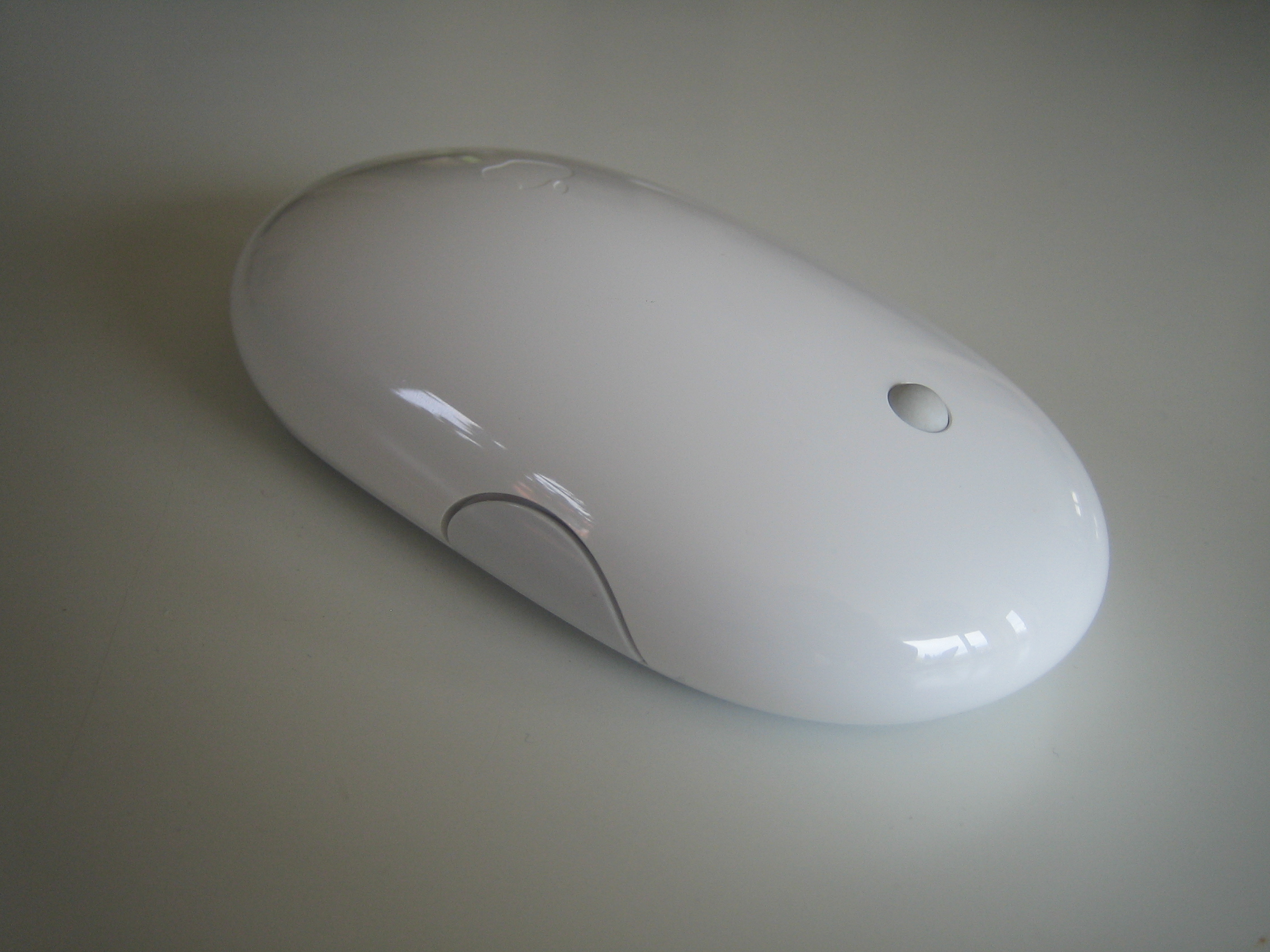
Mighty Mouse sans fil

La Mighty Mouse est la première souris multi-boutons commercialisée par Apple à partir du 2 août 2005 jusqu'en juin 2017. Elle tire son nom de Mighty Mouse (« Super-Souris »), un personnage de dessin animé des studios Terrytoons.

## Caractéristiques

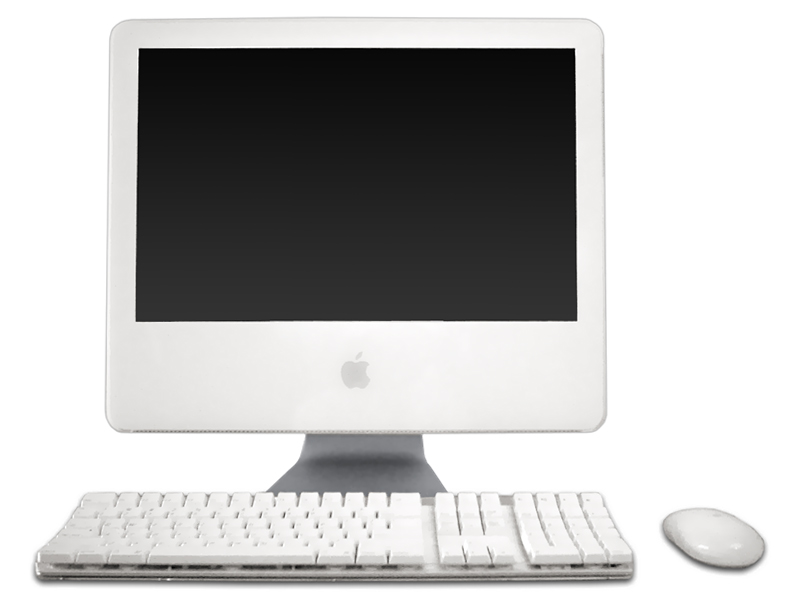
Un Mac G5 et ses accessoires.

Cette souris possède en plus des deux détecteurs tactiles du clic droit et gauche, une molette 360° de type trackball cliquable, et deux boutons latéraux sensibles à la pression.
La Mighty Mouse était dotée à son lancement d'une connexion USB, une version sans fil Bluetooth est disponible en août 2006. La version d'origine utilise une technologie optique pour détecter les déplacements de la souris alors que la version Bluetooth utilise une technologie à capteur laser.
Elle a été fournie en série avec l'iMac G5 rev. C à son lancement.

## Autres usages du nom et succession
En octobre 2009, l'entreprise américaine Man & Machine remporte une victoire légale auprès de l'United States Patent and Trademark Office (USPTO) sur la propriété du nom « Mighty Mouse » appliquée à une souris d'ordinateur,. Les droits acquis par Apple auprès de Viacom, détenteur des droits du dessin animé et devenu part de CBS Corporation en 2006, n'avaient pas été déposés par ces derniers pour des périphériques en matériel informatique.
Le 20 octobre 2009, Apple présente une nouvelle souris, la Magic Mouse, qui utilise une surface entièrement multi-touch. La Magic Mouse est livrée avec les iMac présentés en même temps qu'elle. En même temps, la Mighty Mouse est renommée « Apple Mouse ».
En 2015, l'Apple Mouse filaire était toujours commercialisée sous « souris Apple » en France.
Sa commercialisation sur l'Apple Store est arrêtée en 2017, à la suite de chutes de ventes, au profit de la Magic Mouse. En 2021, elle est toujours disponible à l'achat auprès de certains revendeurs agréés Apple et de l'assistance Apple Care.